# Juan Alcaraz
Juan Alcaraz Saura (La Aparecida, 5 de enero de 1921 - Cartagena, 30 de diciembre de 2011) fue un activista anarquista español que estuvo exiliado tras la guerra civil española.

## Biografía
El 5 de enero de 1921 nace en La Aparecida (La Palma, Cartagena, Murcia, España) el anarquista y anarcosindicalista Juan Alcaraz Saura. Hijo de José Alcaraz Belmonte y de Josefa Saura Sanmartín, nació y creció en la pedanía cartaginesa de La Aparecida (conocida durante la guerra civil como Caserío Francisco Ascaso).
En plena guerra civil se afilió a la Confederación Nacional del Trabajo (CNT) en 1937 y, junto con otros jóvenes de la localidad, fundó el grupo Acracia, que se integró en la Federación Ibérica de Juventudes Libertarias (FIJL). Con el apoyo del maestro de la escuela, organizó charlas y clases a adultos con mucho éxito. El 5 de marzo de 1939, cuando se dirigía en bicicleta al arsenal de Cartagena, donde había sido destinado para realizar el servicio militar, fue interceptado por quintacolumnistas franquistas, pero consiguió huir. Consiguió llegar a la ciudad a pesar de la sublevación, donde embarcó en el crucero Miguel de Cervantes que los evacuó. El 7 de marzo de 1939 llegó a la base naval de Bizerta (Túnez), ya que las autoridades francesas les habían negado refugio en Orán.
A su llegada, los refugiados fueron recluidos en diferentes lugares y enviados a varias compañías de trabajo. Durante los meses posteriores, trabajó en la construcción del ferrocarril que debía unir el sur de Túnez y Gabes, pero cuando estalló la Segunda Guerra Mundial fueron evacuados a la retaguardia. Terminó forzado a trasladar material bélico en una playa al norte de Gabes, realizar trabajos forestales y construcción de caminos y puentes en el Aurés y enviado a las minas de Kenadza. También fue internado durante tres meses en el campo de concentración de Hadjerat M'Guil, donde murieron numerosos compañeros. Cuando las tropas aliadas invadieron el norte de África, se marchó hacia Orán. En esta ciudad trabajó como camarero, se casó y tuvo tres hijos.
Cuando estalló la guerra de Argelia emigró a la metrópoli y se instaló con su familia en Aviñón, donde militó en la federación local de la CNT. Tras la muerte del dictador Francisco Franco, regresó a Cartagena y se integró en el Sindicato de Oficios Varios de la CNT de la localidad, ocupando durante muchos años su tesorería y la del Comité Regional de Murcia.
Juan Alcaraz Saura falleció el 30 de diciembre de 2011 en Cartagena. Dejó inéditas unas breves Memorias de un exilio.